# Käringasjön (Getinge socken, Halland)
Käringasjön är en sjö i Halmstads kommun i Halland och ingår i Suseåns huvudavrinningsområde.